# Доња Клезна
Доња Клезна је насеље у општини Улцињ у Црној Гори. Према попису из 2003. било је 151 становника (према попису из 1991. било је 260 становника).

## Демографија
У насељу Доња Клезна живи 118 пунолетних становника, а просечна старост становништва износи 41,3 година (38,3 код мушкараца и 44,6 код жена). У насељу има 38 домаћинстава, а просечан број чланова по домаћинству је 3,97.
Ово насеље је великим делом насељено Албанцима (према попису из 2003. године), а у последња три пописа, примећен је пад у броју становника.
|  |

| Демографија | Демографија | Демографија |
| Година      | Становника  | Становника  |
| ----------- | ----------- | ----------- |
|             |             |             |
|             |             |             |
|             |             |             |
|             |             |             |
| 1948.       | 254         |             |
| 1953.       | 291         |             |
| 1961.       | 347         |             |
| 1971.       | 408         |             |
| 1981.       | 294         |             |
| 1991.       | 260         | 184         |
| 2003.       | 261         | 151         |
|             |             |             |

| Етнички састав према попису из 2003.‍ | Етнички састав према попису из 2003.‍ | Етнички састав према попису из 2003.‍ | Етнички састав према попису из 2003.‍ | Етнички састав према попису из 2003.‍ |
| ------------------------------------ | ------------------------------------ | ------------------------------------ | ------------------------------------ | ------------------------------------ |
|                                      |                                      |                                      |                                      |                                      |
| Албанци                              | Албанци                              |                                      | 147                                  | 97,35%                               |
| Црногорци                            | Црногорци                            |                                      | 4                                    | 2,64%                                |
| непознато                            | непознато                            |                                      | 0                                    | 0,0%                                 |

| Година пописа     | 1948. | 1953. | 1961. | 1971. | 1981. | 1991. | 2003. |
| ----------------- | ----- | ----- | ----- | ----- | ----- | ----- | ----- |
| Број домаћинстава | 43    | 44    | 49    | 70    | 57    | 68    | 60    |

| Број чланова      | 1  | 2 | 3 | 4 | 5 | 6 | 7 | 8 | 9 | 10 и више | Просек |
| ----------------- | -- | - | - | - | - | - | - | - | - | --------- | ------ |
| Број домаћинстава | 38 | 3 | 6 | 6 | 9 | 5 | 7 | 1 | 1 | 0         | 0      |

| Пол    | Укупно | Неожењен/Неудата | Ожењен/Удата | Удовац/Удовица | Разведен/Разведена | Непознато |
| ------ | ------ | ---------------- | ------------ | -------------- | ------------------ | --------- |
| Мушки  | 63     | 18               | 41           | 4              | 0                  | 0         |
| Женски | 62     | 8                | 39           | 15             | 0                  | 0         |
| УКУПНО | 125    | 26               | 80           | 19             | 0                  | 0         |

| Пол    | Укупно                    | Пољопривреда, лов и шумарство | Рибарство                            | Вађење руде и камена | Прерађивачка индустрија       |
| ------ | ------------------------- | ----------------------------- | ------------------------------------ | -------------------- | ----------------------------- |
| Мушки  | 43                        | 17                            | 0                                    | 1                    | 1                             |
| Женски | 7                         | 4                             | 0                                    | 0                    | 1                             |
| УКУПНО | 50                        | 21                            | 0                                    | 1                    | 2                             |
| Пол    | Производња и снабдевање   | Грађевинарство                | Трговина                             | Хотели и ресторани   | Саобраћај, складиштење и везе |
| Мушки  | 5                         | 5                             | 1                                    | 1                    | 2                             |
| Женски | 0                         | 0                             | 0                                    | 1                    | 0                             |
| УКУПНО | 5                         | 5                             | 1                                    | 2                    | 2                             |
| Пол    | Финансијско посредовање   | Некретнине                    | Државна управа и одбрана             | Образовање           | Здравствени и социјални рад   |
| Мушки  | 0                         | 0                             | 3                                    | 2                    | 0                             |
| Женски | 0                         | 0                             | 0                                    | 1                    | 0                             |
| УКУПНО | 0                         | 0                             | 3                                    | 3                    | 0                             |
| Пол    | Остале услужне активности | Приватна домаћинства          | Екстериторијалне организације и тела | Непознато            | Непознато                     |
| Мушки  | 2                         | 0                             | 0                                    | 3                    | 3                             |
| Женски | 0                         | 0                             | 0                                    | 0                    | 0                             |
| УКУПНО | 2                         | 0                             | 0                                    | 3                    | 3                             |